# Grumesnil
Grumesnil est une commune française située dans le département de la Seine-Maritime en région Normandie.

## Géographie
| Haucourt                  |           | Formerie (Oise)          |
| Saint-Michel-d'Halescourt | Grumesnil |                          |
| Haussez                   |           | Canny-sur-Thérain (Oise) |

Le 27 mai 2016, des coulées de boue ravagent le centre du village.

### Hydrographie
La commune est située dans le bassin Seine-Normandie. Elle est drainée par le Thérain et le cours d'eau 02 de la commune de Grumesnil,,.
Le Thérain, d'une longueur de 94 km, prend sa source dans la commune de Gaillefontaine et se jette  dans l'Oise à Saint-Leu-d'Esserent, après avoir traversé 43 communes. 

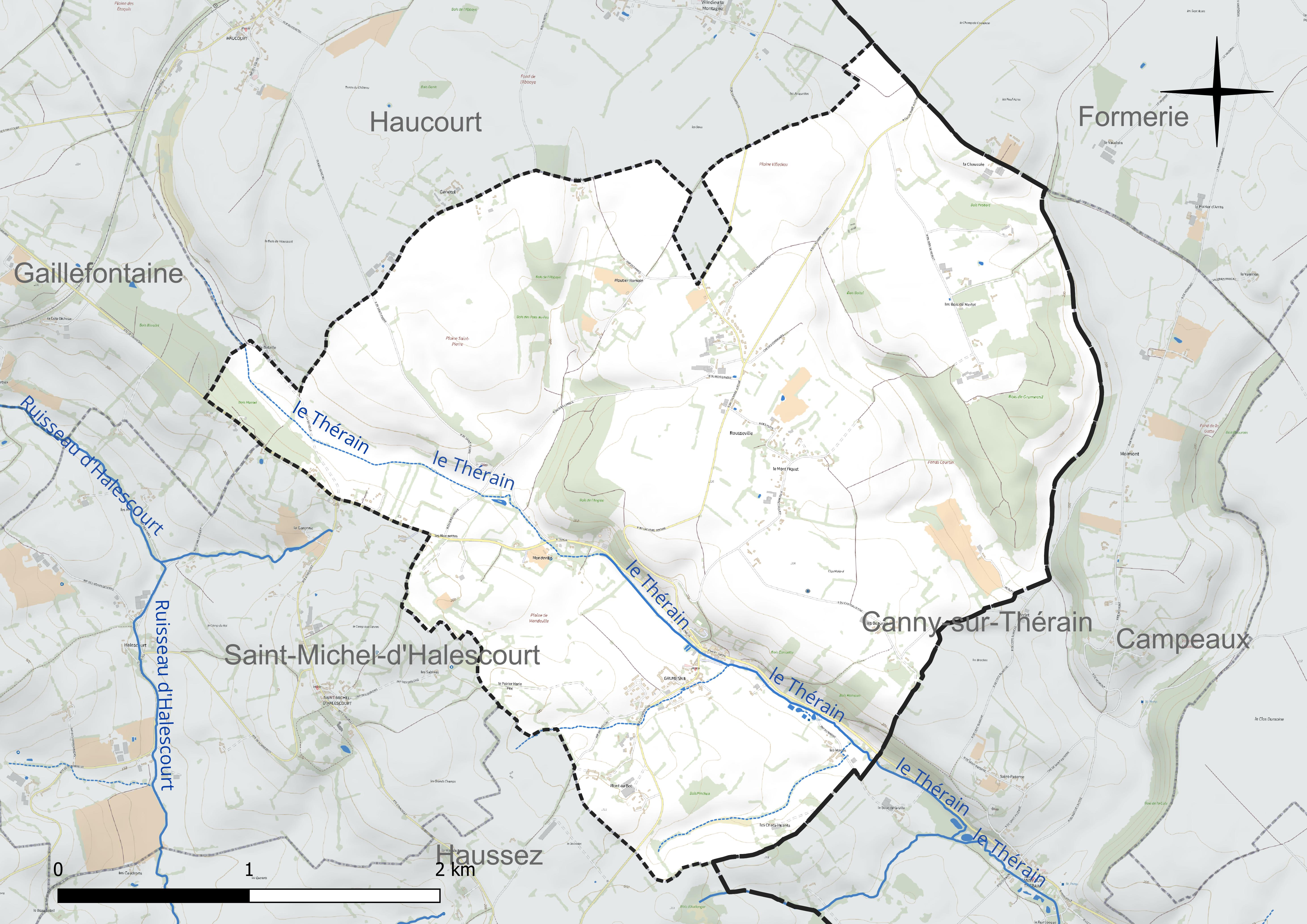
Réseau hydrographique de Grumesnil.

### Climat
Pour des articles plus généraux, voir Climat de la Normandie et Climat de la Seine-Maritime.
En 2010, le climat de la commune est de type climat océanique dégradé des plaines du Centre et du Nord, selon une étude du CNRS s'appuyant sur une série de données couvrant la période 1971-2000. En 2020, Météo-France publie une typologie des climats de la France métropolitaine dans laquelle la commune est exposée à un climat océanique et est dans la région climatique Côtes de la Manche orientale, caractérisée par un faible ensoleillement (1 550 h/an) ; forte humidité de l’air (plus de 20 h/jour avec humidité relative > 80 % en hiver), vents forts fréquents. Parallèlement le GIEC normand, un groupe régional d’experts sur le climat, différencie quant à lui, dans une étude de 2020, trois grands types de climats pour la région Normandie, nuancés à une échelle plus fine par les facteurs géographiques locaux. La commune est, selon ce zonage, exposée à un « climat contrasté des collines », correspondant au Pays de Bray, bien arrosé et frais.
Pour la période 1971-2000, la température annuelle moyenne est de 9,5 °C, avec une amplitude thermique annuelle de 13,6 °C. Le cumul annuel moyen de précipitations est de 859 mm, avec 12,6 jours de précipitations en janvier et 8,8 jours en juillet. Pour la période 1991-2020, la température moyenne annuelle observée sur la station météorologique la plus proche, située sur la commune de Forges-les-Eaux à 11 km à vol d'oiseau, est de 10,7 °C et le cumul annuel moyen de précipitations est de 860,1 mm,. Pour l'avenir, les paramètres climatiques de la commune estimés pour 2050 selon différents scénarios d’émission de gaz à effet de serre sont consultables sur un site dédié publié par Météo-France en novembre 2022.

## Urbanisme

### Typologie
Au 1er janvier 2024, Grumesnil est catégorisée commune rurale à habitat dispersé, selon la nouvelle grille communale de densité à sept niveaux définie par l'Insee en 2022.
Elle est située hors unité urbaine et hors attraction des villes,.

### Occupation des sols
L'occupation des sols de la commune, telle qu'elle ressort de la base de données européenne d’occupation biophysique des sols Corine Land Cover (CLC), est marquée par l'importance des territoires agricoles (89,2 % en 2018), une proportion identique à celle de 1990 (89,2 %). La répartition détaillée en 2018 est la suivante : 
terres arables (49,9 %), prairies (31,3 %), zones agricoles hétérogènes (8 %), forêts (7,5 %), zones urbanisées (3,3 %). L'évolution de l’occupation des sols de la commune et de ses infrastructures peut être observée sur les différentes représentations cartographiques du territoire : la carte de Cassini (XVIIIe siècle), la carte d'état-major (1820-1866) et les cartes ou photos aériennes de l'IGN pour la période actuelle (1950 à aujourd'hui).

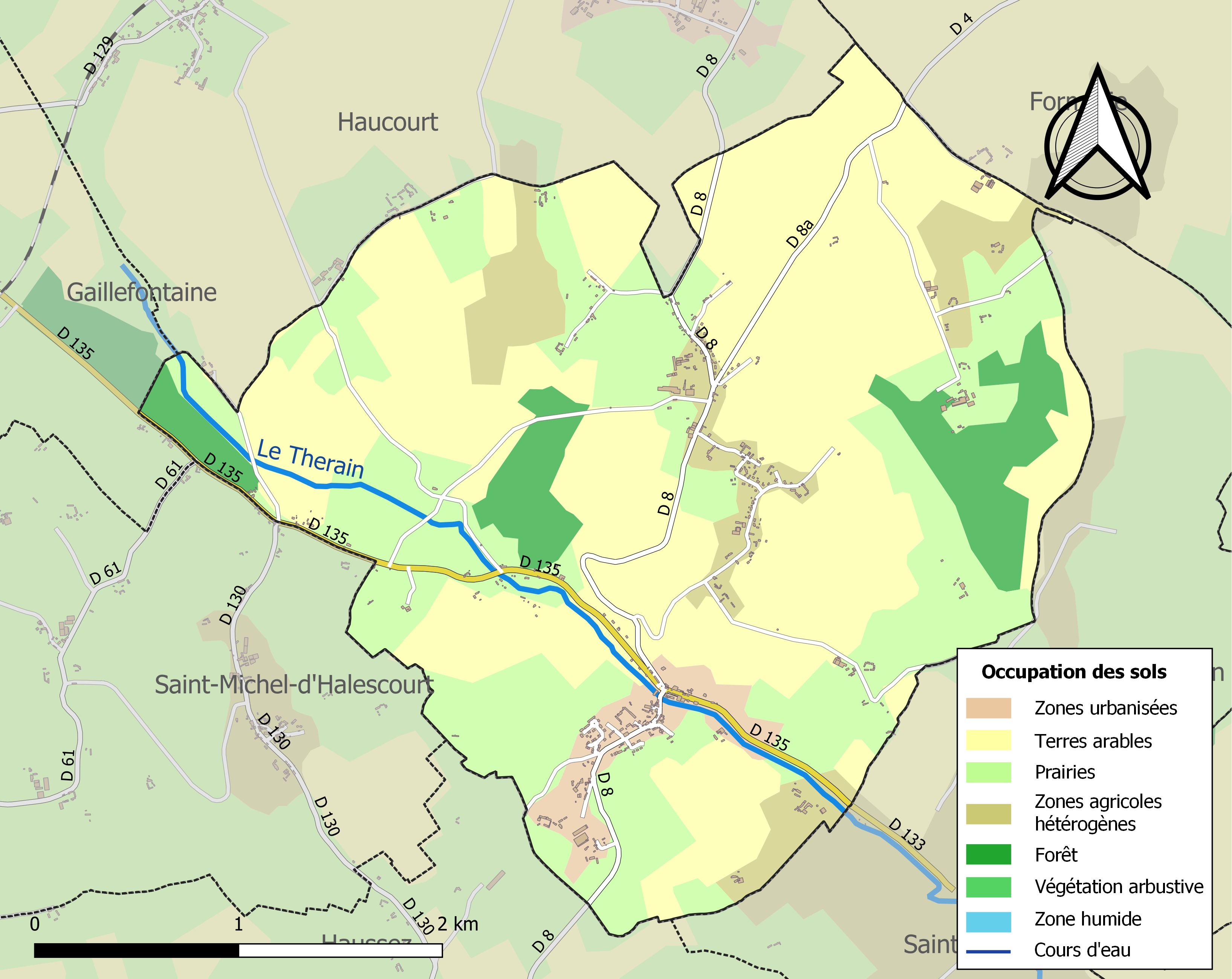
Carte des infrastructures et de l'occupation des sols de la commune en 2018 (CLC).

## Toponymie
Le nom de la localité est attesté sous les formes Decimam de Grumesnil en 1186 ; Apud Grumesnil en 1219 ; Ecclesia de Grumesnillio en 1321 ; de Grumesnil en 1365 (Longnon) ; Terre de Grumesnil en 1402 ; Fief de Grumesnil en 1601 ; Grumesnil (sans date) ; Saint Pierre de Grumesnil au XVIIIe siècle ; Grumeny en 1715 (Frémont) ; Grumesnil en 1757 (carte de Cassini) et en 1788.

## Politique et administration
| Période                                  | Période                    | Identité          | Étiquette | Qualité                        |
| ---------------------------------------- | -------------------------- | ----------------- | --------- | ------------------------------ |
| 1912                                     |                            | Adalbert Levacher |           |                                |
| Les données manquantes sont à compléter. |                            |                   |           |                                |
|                                          |                            | Sence fils        |           |                                |
| avant 1988                               |                            | Michel Buquet     |           |                                |
| Les données manquantes sont à compléter. |                            |                   |           |                                |
| mars 2008                                | En cours (au 10 août 2020) | Jacques Buquet    |           | Réélu pour le mandat 2020-2026 |

## Démographie
L'évolution du nombre d'habitants est connue à travers les recensements de la population effectués dans la commune depuis 1793. Pour les communes de moins de 10 000 habitants, une enquête de recensement portant sur toute la population est réalisée tous les cinq ans, les populations de référence des années intermédiaires étant quant à elles estimées par interpolation ou extrapolation. Pour la commune, le premier recensement exhaustif entrant dans le cadre du nouveau dispositif a été réalisé en 2006.

En 2022, la commune comptait 480 habitants, en évolution de +6,9 % par rapport à 2016 (Seine-Maritime : +0,35 %, France hors Mayotte : +2,11 %).
| 1793 | 1800 | 1806 | 1821 | 1831 | 1836 | 1841 | 1846 | 1851 |
| ---- | ---- | ---- | ---- | ---- | ---- | ---- | ---- | ---- |
| 160  | 535  | 581  | 626  | 562  | 550  | 522  | 550  | 526  |

| 1856 | 1861 | 1866 | 1872 | 1876 | 1881 | 1886 | 1891 | 1896 |
| ---- | ---- | ---- | ---- | ---- | ---- | ---- | ---- | ---- |
| 533  | 517  | 509  | 438  | 483  | 488  | 498  | 475  | 457  |

| 1901 | 1906 | 1911 | 1921 | 1926 | 1931 | 1936 | 1946 | 1954 |
| ---- | ---- | ---- | ---- | ---- | ---- | ---- | ---- | ---- |
| 419  | 436  | 407  | 380  | 389  | 356  | 391  | 429  | 404  |

| 1962 | 1968 | 1975 | 1982 | 1990 | 1999 | 2006 | 2011 | 2016 |
| ---- | ---- | ---- | ---- | ---- | ---- | ---- | ---- | ---- |
| 406  | 367  | 325  | 333  | 335  | 403  | 476  | 474  | 449  |

| 2021 | 2022 | - | - | - | - | - | - | - |
| ---- | ---- | - | - | - | - | - | - | - |
| 459  | 480  | - | - | - | - | - | - | - |

## Culture locale et patrimoine

### Lieux et monuments
- Chapelle Saint-Pierre-mi-les-Camps
- Église Saint-Pierre
- Château de Grumesnil